# Hagryphus
Hagryphus (що означає «грифон Ха») — монотиповий рід динозаврів з південної Юти, який жив у часи пізньої крейди (верхній кампанський ярус, 75,95 млн років). Тип і єдиний вид, Hagryphus giganteus, відомий лише за неповною, але зчленованою лівою рукою та дистальною частиною лівої променевої кістки. Його назвали у 2005 році Ліндсей Е. Занно та Скотт Д. Семпсон. Орієнтовна довжина Hagryphus становила 2,4–3 метри, а вага — 50 кілограмів.

## Палеосередовище

Порівняння розмірів Hagryphus з людиною

Під час пізнього крейдяного періоду місце формації Кайпаровіц було розташоване біля західного берега Західного внутрішнього морського шляху, великого внутрішнього моря, яке розділило Північну Америку на два масиви суші, Ларамідію на заході та Аппалачія на сході. Плато, де жили динозаври, було стародавньою заплавою, де переважали великі протоки та велика кількість заболочених торф'яних боліт, ставків і озер, і межувала з високогір'ям. Клімат був мокрим і вологим і підтримував велику кількість різноманітних організмів. Ця формація містить одні з найкращих і найпостійніших записів наземного життя пізньої крейди у світі.